# Seconda Divisione
La Seconda Divisione fu il torneo di seconda divisione del campionato italiano di calcio maschile, istituito nel 1921 dalla CCI e poi passato sotto la giurisdizione della FIGC nel 1922. Venne soppresso nella sua natura originale nel 1926, dopodiché successero vari tornei omonimi fini al 1959 quando le sue squadre confluirono nella Seconda Categoria.

## Storia

### Cadetteria della Lega Nord
La nuova normativa introdotta, fortemente voluta dalla C.C.I. (che l’aveva applicata già nella stagione 1921-1922), prevedeva la suddivisione dell'Italia in due grosse aree geografiche gestite da due Leghe Nord e Sud con un taglio netto al centro Italia che portava le squadre della Toscana a disputare i campionati al Nord e Marche e Umbria al Sud. La Seconda Divisione, di conseguenza, subì due diversi regolamenti campionati dovuti alla netta differenza fra le diverse organizzazioni e situazioni geografiche e sportive contingenti: al Nord organizzata fuori dall'ambito regionale direttamente dalla Lega Nord e al Sud ancora dai Comitati Regionali perché le distanze e i mezzi di comunicazione non permettevano la gestione di questo campionato a livello interregionale. Solo nella stagione 1925-1926 la Lega Sud delle Società Maggiori gestì direttamente i campionati regionali di Seconda Divisione. Più ancora, al Nord il torneo venne a raccogliere le squadre di Prima Categoria che non avevano trovato posto in Prima Divisione, e veniva dunque considerato un campionato nazionale con titolo in palio, al Sud invece fu la continuazione della vecchia Promozione, ossia una manifestazione minore integralmente regionale.
Al Nord la nuova manifestazione partì nel 1922-1923 con un organico di 48 squadre suddivise in sei gironi, strutturati a livello interregionale ma ancora vagamente corrispondenti alle giurisdizioni dei comitati regionali, mentre nel 1924-1925 si scese a 40 sodalizi e a quattro gironi, ora geograficamente più estesi. Al Sud non tutti i Comitati Regionali riuscirono ad organizzare subito il campionato di Seconda Divisione, cosa impossibile soprattutto nelle regioni insulari dove i campi regolamentari si contavano sulle dita di una mano. Al primo campionato furono schierate circa 25 squadre e la stagione successiva si arrivò alle 40 unità ma, in seguito, i problemi di un'epoca particolarmente travagliata a livello politico si fecero sentire. In poche furono le società che riuscirono a disputare tutti i quattro campionati organizzati al Sud dal 1922-1923 al 1925-1926 a causa delle povertà finanziarie.
A causa delle continue ristrutturazioni dei campionati il regolamento era instabile. Nella stagione 1922-23 nessuna squadra settentrionale fu promossa in massima serie per riforma dei campionati. Nelle stagioni 1923-1924 e 1924-1925 il regolamento prevedeva la promozione diretta per le prime due classificate del girone finale e la disputa di un girone di qualificazione estivo tra la terza e la quarta classificata e le due undicesime classificate della categoria superiore con in palio due posti in massima serie.
Nel settembre 1925 la Federazione stabilì che a partire dalla stagione 1926-1927 la Seconda Divisione sarebbe passata da essere il secondo dei quattro campionati italiani al terzo di una piramide di cinque campionati federali. Il regolamento dei campionati 1925-1926 prevedeva la promozione nella declassata Prima Divisione per le migliori quattro classificate di ognuno dei gironi. 

### Campionato interregionale del Direttorio Divisioni Inferiori
Il golpe fascista sullo sport del 1926 cambiò in parte le carte in tavola. La priorità venne data all’integrazione del calcio meridionale nel sistema, rimandando il lancio del girone unico, l’ampliamento delle giornate di gara e il passaggio a una piramide di 5 tornei. In base alla Carta di Viareggio, il documento del CONI che ristrutturava l'attività calcistica nazionale, la gestione della Seconda Divisione divenuta il terzo ma di soli quattro tornei fu affidata ai neoistituiti Direttori Divisioni Inferiori rispettivamente Nord e Sud, contraddicendo qui il piano della Lega Nord e dunque penalizzando molti club settentrionali che si videro escludere dalla Lega, ora Direttorio Divisioni Superiori di Milano. Come compensazione il Direttorio Divisioni Inferiori Nord istituì un titolo nazionale anche per questo torneo. Il trucchetto fascista di scalare il nome dei tornei spacciando finte promozioni vanificate dalle riforme dei tornei generò proteste però in particolare al piano sottostante, nella Terza e ora ultima divisione in cui era stata compressa tutta l’attività regionale, tanto che già nel 1927 venne deciso il raddoppio dell’organico della Seconda Divisione Nord passando da 30 a 60 squadre prendendo appunto i migliori club della Terza. 
Successive riforme federali per mano del presidente Arpinati tra il 1928 e il 1929 la portarono al livello di quarta divisione. Le migliori squadre del torneo furono subito spostate in Prima, chiudendo la polemica coi club del Nord che tornavano ad avere nel DDS tanti posti quanti ne avevano nella Lega Nord, tanto che in Seconda non ci fu più necessità di disputare le finali per il titolo. Al contempo i gironi vennero ampliati con club di Terza Divisione. Un anno dopo, nel 1930, furono soppressi i due Direttori Divisioni Inferiori e la Seconda Divisione passò sotto la gestione dei Direttori Regionali. 

### Campionato regionale
La Seconda Divisione fu il massimo campionato regionale dal 1930, quindi riprendendo la posizione della Terza Divisione di Pozzo e della Promozione antebellica. Le finali interregionali per la promozione in Prima Divisione erano tuttavia gestite dal Direttorio Divisioni Superiori fino al 1934. Tra il 1935 e il 1948 divenne il quinto livello del calcio nazionale, poi il sesto nel 1948, il settimo nel 1952 e ancora nel 1957, e l'ottavo nel 1957 anche se per una stagione sola.
All'inizio della stagione 1947-48, con la trasformazione della Sezione Propaganda della Federcalcio in Lega Giovanile, la FIGC diede alle leghe regionali (gli attuali comitati regionali) la facoltà di organizzare direttamente la categoria oppure di passare la competenza ai commissariati provinciali (le attuali Delegazioni Provinciali e Locali) per la loro gestione e organizzazione.
Di fronte a questa scelta, i delegati dei Commissariati Provinciali votarono in assemblea non in modo omogeneo soprattutto perché le piccole società, in maggioranza provenienti dall'ex Sezione Propaganda, non erano preparate a essere inserite nella scala dei valori calcistici nazionali e lottare ogni anno per la promozione in categoria superiore oppure retrocedere.
Per queste squadre la Federazione fece una eccezione: istituì la categoria Amatori ovvero un campionato senza promozioni e retrocessioni, sulla falsariga della Prima Categoria U.L.I.C..
Per tutte le altre società la Seconda Divisione fu retrocessa a campionato provinciale a seconda della quantità delle società iscritte, campionato che a partire dal 1947 fu la categoria delle società neo-affiliate, lo scalino più basso della piramide calcistica.
Proprio perché per alcune situazioni contingenti in certe province non fu possibile "creare" un campionato provinciale, alcune Leghe Regionali preferirono gestire direttamente questi campionati a livello interprovinciale con criteri di vicinanza zonale e aspettarono alcuni anni perché il numero delle partecipanti fosse sufficiente e fosse possibile il passaggio a un ente provinciale già esistente o appena costituito.
Il Commissariato di Milano, ad esempio, dovette aspettare fino al 1956 mentre a Lodi le squadre le erano state assegnate la stagione precedente togliendole una parte alla Lega Regionale e una parte a Piacenza.
Per il Veneto la situazione fu ancor più difficile: il campionato di Seconda Divisione non fu organizzato da tutti gli ex Comitati di Sezione Propaganda ma dai principali capoluoghi di provincia, aggregando, tra gli esempi più significativi, le società rodigine a quelle padovane ben oltre il 1959, anno della nascita della Lega Nazionale Dilettanti.
Per rendere l'idea di come andarono le cose si tenga presente che alla Lombardia fu possibile demandare a Varese, Como, Bergamo, Brescia e Piacenza sin dal 1947 la gestione della Seconda Divisione Provinciale, mentre Pavia e Cremona optarono per il campionato Amatori trasformandolo in Seconda Divisione solo dopo un paio di stagioni (Sondrio attese la Seconda Divisione fino al 1949). In Emilia-Romagna, invece, la maggior parte delle società anziché passare ai campionati regionali preferirono aderire al C.S.I. e all'U.I.S.P. non rendendo possibile la creazione dei Commissariati Provinciali che rimasero Comitati di Lega Giovanile fino al 1959 quando, con la nascita della Lega Nazionale Dilettanti, la Seconda Divisione fu liquidata e i suoi club, insieme a quelli di Prima, furono inseriti nella nuova Seconda Categoria affidata ai Comitati Provinciali.
Dal 2008 la denominazione è stata riesumata dalla Lega Pro che ha così ribattezzato il suo campionato di Serie C2.

## Albo d'oro
| Edizione        | Divisione | Vincitore        | Secondo posto    | Terzo posto       | Altre promozioni | Annotazioni                                                                      |
| --------------- | --------- | ---------------- | ---------------- | ----------------- | ---------------- | -------------------------------------------------------------------------------- |
| 1921-1922 (CCI) | Italia    | Derthona         | Italia Milano    | Balilla           |                  | Campionato ufficializzato a posteriori con il Compromesso Colombo.               |
| 1921-1922 (CCI) | Campania  | Cavese           | Nocerina         |                   |                  | Campionato ufficializzato a posteriori con il Compromesso Colombo.               |
| 1921-1922 (CCI) | Puglia    | Lecce            | Enotria Taranto  | Garibaldino       |                  | Campionato ufficializzato a posteriori con il Compromesso Colombo.               |
| 1922-1923 (1ª)  | Italia    | Biellese         | Carpi            |                   |                  |                                                                                  |
| 1922-1923 (1ª)  | Marche    | Maceratese       | Perugia          | Vigor Senigallia  |                  |                                                                                  |
| 1922-1923 (1ª)  | Lazio     | Tivoli           | Audace Roma      | Pro Roma          |                  |                                                                                  |
| 1922-1923 (1ª)  | Campania  | Salernitanaudax  |                  |                   |                  |                                                                                  |
| 1922-1923 (1ª)  | Puglia    | Foggia           | Enotria Taranto  | Garibaldino       |                  |                                                                                  |
| 1923-1924 (2ª)  | Italia    | Derthona         | Reggiana         | Olympia Fiume     | Mantova          |                                                                                  |
| 1923-1924 (2ª)  | Marche    | Vigor Senigallia | Perugia          | Maceratese        |                  |                                                                                  |
| 1923-1924 (2ª)  | Lazio     | Audace Roma      | Roman            | Pro Roma          |                  |                                                                                  |
| 1923-1924 (2ª)  | Campania  | Pro Santa Lucia  | Nocerina         |                   |                  |                                                                                  |
| 1923-1924 (2ª)  | Puglia    | Bari             | Ferrovieri Bari  |                   |                  |                                                                                  |
| 1924-1925 (3ª)  | Italia    | Udinese          | Parma            | Novese            |                  |                                                                                  |
| 1924-1925 (3ª)  | Marche    | Vigor Senigallia | Perugia          | Biagio Nazzaro    |                  |                                                                                  |
| 1924-1925 (3ª)  | Lazio     | Roman            | Virtus Goliarda  | Civitavecchiese   |                  |                                                                                  |
| 1924-1925 (3ª)  | Campania  | Stabia           | Pro Bagnoli      | Scafatese         |                  |                                                                                  |
| 1924-1925 (3ª)  | Campania  | Stabia           | Pro Bagnoli      | Pro Santa Lucia   |                  |                                                                                  |
| 1924-1925 (3ª)  | Puglia    | Foggia           | Lecce FBC        |                   |                  |                                                                                  |
| 1924-1925 (3ª)  | Sicilia   | Peloro           |                  |                   |                  |                                                                                  |
| 1925-1926 (4ª)  | Italia    | non concluso     | non concluso     | non concluso      | non concluso     | Le promozioni furono annullate secondo le disposizioni della Carta di Viareggio. |
| 1925-1926 (4ª)  | Marche    | Stamura          | Vigor Senigallia | Maceratese        |                  | Le promozioni furono annullate secondo le disposizioni della Carta di Viareggio. |
| 1925-1926 (4ª)  | Umbria    | Terni            | Tiferno          | Perugia           |                  | Le promozioni furono annullate secondo le disposizioni della Carta di Viareggio. |
| 1925-1926 (4ª)  | Lazio     | Tivoli           | Romulea          | Civitavecchiese   |                  | Le promozioni furono annullate secondo le disposizioni della Carta di Viareggio. |
| 1925-1926 (4ª)  | Abruzzo   | Pratolani        | Ursus            | Pippo Massangioli |                  | Le promozioni furono annullate secondo le disposizioni della Carta di Viareggio. |
| 1925-1926 (4ª)  | Campania  | Pro Poggiomarino | Scafatese        | Naples            |                  | Le promozioni furono annullate secondo le disposizioni della Carta di Viareggio. |
| 1925-1926 (4ª)  | Sicilia   | Tommaso Gargallo | Stadium Palermo  | Umberto I         |                  | Le promozioni furono annullate secondo le disposizioni della Carta di Viareggio. |